# Punta Grohmann
Punta Grohmann to szczyt w prowincji Bolzano w północnych Włoszech. Leży w Dolomitach; jest częścią grupy Sassolungo (niem. Langkofel); jest to drugi pod względem wysokości szczyt tej grupy. Nazwany został na cześć słynnego austriackiego wspinacza Paula Grohmanna. W czasie rządów Benito Mussoliniego nazwę zmieniono na "Sasso Levante", ale po wojnie powrócono do poprzedniej nazwy.
Pierwszego wejścia dokonał w 1880 r. austriacki wspinacz Michel Innerkofler.